# Marianna Némethová-Krajčírová
Marianna Némethová-Krajčírová, née le 1er juin 1948 à Košice, est une gymnaste artistique tchécoslovaque.

## Palmarès

### Jeux olympiques
- Tokyo 1964
  -  médaille d'argent au concours par équipes
- Mexico 1968
  -  médaille d'argent au concours par équipes

### Championnats du monde
- Dortmund 1966
  -  médaille d'or au concours par équipes

### Championnats d'Europe
- Amsterdam 1967
  -  médaille de bronze au concours général individuel
  -  médaille de bronze aux barres asymétriques